# كريستيان توريس (لاعب كرة قدم أمريكي)
كريستيان توريس (بالإنجليزية: Christian Torres)‏ هو لاعب كرة قدم أمريكي، ولد في 15 أبريل 2004 في فونتانا في الولايات المتحدة.

## وصلات خارجية
- كريستيان توريس على موقع الدوري الأمريكي (الإنجليزية)
- كريستيان توريس على موقع قاعدة بيانات كرة القدم.إي يو (الإنجليزية)
- كريستيان توريس على موقع Soccerway.com (الإنجليزية)